# Ørskog
Ørskog és un municipi situat al comtat de Møre og Romsdal, Noruega. Té 2.310 habitants (2016) i té una superfície de 132.30 km². El centre administratiu del municipi és el poble de Sjøholt.